# Cyrtophorida
Ordre
Les Cyrtophorida sont un ordre de Ciliés de la classe des Cyrtophoria.

## Liste des familles
Selon GBIF (25 novembre 2022) :
- Allosphaeriidae
- Chilododontidae
- Chilodonellidae Deroux, 1970
- Chitinoidellidae
- Crateristomatidae
- Hartmannulidae Poche, 1913
- Hypocomidae Bütschli, 1889
- Lynchellidae Jankowski, 1968
- Pseudochlamydonellidae Buitkamp et al., 1989
- Scaphidiodontidae Deroux, 1978
- Trochiliidae

## Systématique
Le nom valide de ce taxon est Cyrtophorida de Puytorac et al., 1974.